# 1928 في النرويج
فيما يلي قوائم الأحداث التي وقعت خلال عام 1928 في النرويج.

## سياسة

### تعيين في المنصب
- 15 فبراير – يوهان لودفيغ موفينكل رئيس وزراء النرويج، وزير الخارجية في النرويج.

## مواليد

### أكتوبر
- 14 أكتوبر – أرنفين بيرغمان لاعب كرة قدم نرويجي.

## وفيات

### يناير
- 21 يناير – نيكولاي أستروب (مواليد 1880) رسام نرويجي.

### يونيو
- 18 يونيو – روال أموندسن (مواليد 1872)

### أغسطس
- 13 أغسطس – إميلي أرنيسين (مواليد 1867) عالمة حيوان نرويجية.

### ديسمبر
- 1 ديسمبر – غونار كنودسن (مواليد 1848) سياسي نرويجي.